# 마케터 자격증
개인이 마케팅 분야에서 업무를 함에 필요한 능력을 갖췄다는 것을 인정하는 증명서. 운전면허증이 시험을 통과해야 발급이 되는 것 처럼, 마케터 자격증 역시 역량을 평가하기 위한 시험을 응시해 합격점 이상의 점수를 획득한 수험자에게 발급된다.
정보통신기술자격검정(KAIT)에서 주관하는 민간자격증인 검색광고마케터, SNS광고마케터, 글로벌 기업인 메타의 Meta인증, 구글의 GAIQ(Google Analytics Individual Qualification)가 대표적이며, 모비커리어에듀에서 디지털 마케터 자격증(Digital Marketer Qualification)을 개발하고 있다.

## 참고문헌
1. ↑  기자, 김혜경 (2024년 4월 4일). “모비커리어에듀, ‘DMQ’ 홍보 아이디어 공모전 개최…디지털 마케팅 분야의 미래 모색 나서”. 2024년 4월 4일에 확인함.
2. ↑  “2024 디지털 마케터 자격증(DMQ) 마케팅 아이디어 공모전 | 공모전 대외활동”. 2024년 4월 4일에 확인함.